# Macrostylis belyaevi
Macrostylis belyaevi är en kräftdjursart som beskrevs av Boris Vladimirovich Mezhov1989. Macrostylis belyaevi ingår i släktet Macrostylis och familjen Macrostylidae. Inga underarter finns listade i Catalogue of Life.